# Robin Hood: Men in Tights
Robin Hood: Men in Tights (Literalmente Robin Hood: Hombres en pantys), conocida en España como Las locas, locas aventuras de Robin Hood, es una película de 1993 dirigida por Mel Brooks, que retoma la fábula de Robin Hood en forma de comedia. Las bases de la leyenda se mantienen iguales, pero implementa nuevos elementos y personajes a fin de hacer una película al estilo humorístico del director parodiando las películas más famosas que se han hecho sobre este personaje, especialmente la versión protagonizada por Errol Flynn y la versión de 1991 con Kevin Costner.

## Trama
Robin de Loxley es capturado durante las Cruzadas y encarcelado en Jerusalén. Con la ayuda de su compañero de recluso Asneeze, se escapa y libera a los otros reclusos; Asneeze le encarga que cuando vuelva a territorio inglés busque a su hijo. Al regresar a Inglaterra, Robin encuentra al hijo de Asneeze, Ahchoo, y descubre que el Príncipe John ha asumido el control mientras el Rey Ricardo está luchando en las Cruzadas. Sin que Ricardo lo sepa, el príncipe está abusando de su poder. Robin regresa a la casa de su familia, Loxley Hall, solo para descubrir que los hombres de John incautaron incluso las paredes. El sirviente ciego de su familia, Blinkin, le informa a Robin que toda su familia está muerta, pero su padre le dejó una llave que abre "el tesoro más grande de toda la tierra".
Robin recluta a Little John y a Will Scarlet O'Hara para ayudar a recuperar la tierra de su padre y expulsar al príncipe John del trono. En su búsqueda, Robin atrae la atención de Maid Marian de Bagelle, también se les une el rabino Tuckman, quien comparte con ellos su vino sacramental y negocia las circuncisiones. Mientras Robin funda su banda de "Hombres Alegres en Pantys", el Sheriff de Rottingham contrata al mafioso Don Giovanni para asesinar a Robin en el Festival de Primavera. Planean realizar un torneo de tiro con arco para atraer a Robin. Marian se entera y escapa para advertir a Robin, acompañada por Broomhilde, su doncella alemana.
En el torneo de tiro con arco, un Robin disfrazado llega a la ronda final, pero pierde después de que su oponente parta su flecha en dos. Robin revisa el guion de la película para descubrir que tiene otra oportunidad. El asesino de Giovanni intenta matar a Robin disparándole con una ballesta con mira telescópica, pero Blinkin atrapa la flecha en el aire. Robin luego toma el segundo disparo, esta vez usando una "flecha PATRIOT" especial y da en el blanco. Robin es arrestado, pero Marian promete casarse con el Sheriff a cambio de salvar la vida de Robin.
Cuando Robin y los Hombres Alegres interrumpen la boda Marian es llevada a la torre por el Sheriff, que quiere desflorarla pero no puede abrir el cinturón de castidad que ella lleva puesto. Robin llega y comienza a batirse en duelo con el sheriff, durante el cual la llave de Robin cae en la cerradura del cinturón de castidad de Marian encajando a la perfección. Tras ganar la pelea, Robin perdona la vida del Sheriff solo para perder su funda y atravesar accidentalmente al Sheriff. La bruja Letrine, cocinera y consejera del príncipe Juan, lo salva dándole un salvavidas mágico a cambio de matrimonio. Antes de que Robin y Marian puedan intentar abrir la cerradura, llega Broomhilde e insiste en que se casen primero. El rabino Tuckman dirige la ceremonia, pero son interrumpidos repentinamente por el rey Ricardo, que acaba de regresar de las Cruzadas y ordena que el príncipe Juan sea llevado a la Torre de Londres tras lo cual da su aprobación a la nueva pareja.
Robin y Marian están casados y Ahchoo se convierte en el nuevo sheriff de Rottingham. Esa noche, Robin y Maid Marian intentan abrir el cinturón de castidad, solo para descubrir que incluso con la llave, la cerradura no se abre. La película termina con Robin llamando a un cerrajero.

## Ficha técnica
Los personajes principales de la historia son interpretados por:
- Cary Elwes como Robin Hood.
- Richard Lewis como Juan Sin Tierra.
- Roger Rees como el Sheriff de Rottingham.
- Amy Yasbeck como Lady Marian.
- Mark Blankfield como Blinkin (Tuertín/Pichojos/Pestañón en algunas traducciones).
- Dave Chappelle como Atchoo.
- Eric Allan Kramer como Little John/Pequeño Juan.
- Mel Brooks como el rabino Tuckman.
- Patrick Stewart como Ricardo Corazón de León.
- Tracey Ullman como Latrine.

## Producción
El guion fue realizado por Mel Brooks, J. David Shapiro y Evan Chandler. La banda sonora es de Mel Brooks y Hummie Mann.
La duración de la película es de 104 minutos.
Fue producida en colaboración entre los Estados Unidos y Francia. La película es de 1993, pero su fecha de estreno en Argentina fue en 1994 (20 de enero). Producida por Brooksfilms y Gaumont, tuvo un presupuesto de 20 millones de dólares, y generó $35,699,287 en Estados Unidos.